# Brama Paulińska w Toruniu
Brama Paulińska w Toruniu – jedna z ośmiu bram Starego Miasta, która znajdowała się we wschodniej części Zespołu Staromiejskiego, w sąsiedztwie Mostu Paulińskiego. Rozebrana w 1878 roku.

## Historia
Brama stała w okolicy dzisiejszego skrzyżowania staromiejskich ulic Szewskiej oraz Podmurnej i Mostu Paulińskiego stanowiącego przedłużenie nowomiejskiej ulicy Zaułek Prosowy. Była to jedna z dwóch bram zamykających ulice Starego Miasta Torunia od wschodu. Drugą była Brama Kotlarska stojąca w ciągu ulicy Szerokiej. Do marca 1454 roku oddzielała samodzielne organizmy miejskie: handlowe Stare i rzemieślnicze Nowe Miasto. Od momentu ich połączenia w jeden Toruń cały odcinek murów oddzielających te dwa miasta utraciła swą wartość obronną. Przepływający przed budowlą strumień Postolec poprowadzono podziemnym kanałem, a przylegający ukośnie do bramy Most Pauliński zabudowano niewielkimi sklepikami i warsztatami. Brama wewnątrz miasta okazała się przeszkodą, która utrudniała komunikację pomiędzy obiema częściami Starówki. W związku z tym została rozebrana w 1878 roku, już po wyburzeniu Bramy Kotlarskiej i pobliskiego kościoła św. Mikołaja.

## Wygląd
Brama Paulińska była masywną bramą w typie flandryjskim, podobną do toruńskiej Bramy Klasztornej. Została zbudowana na planie prostokąta, od połowy wysokości przez zastosowanie silnie ściętych naroży przechodziła w ośmiobok. Znajdujący się na jej osi przejazd ujęty był od strony Nowego Miasta ostrołukową wnęką. Całość została przykryta ośmiospadowym dachem.

## Nazwa
Brama Paulińska swoją nazwę, podobnie jak Most Pauliński, wzięła od zakonu dominikanów. Przybyli oni do Torunia z Lubeki, gdzie mieli siedzibę przy kościele pw. św. Pawła. Stąd, gdy w 1263 roku tuż za murami Starego Miasta rozpoczęli budowę kościoła św. Mikołaja, torunianie nazwali ich Paulinami lub Paulerami. 

## Galeria

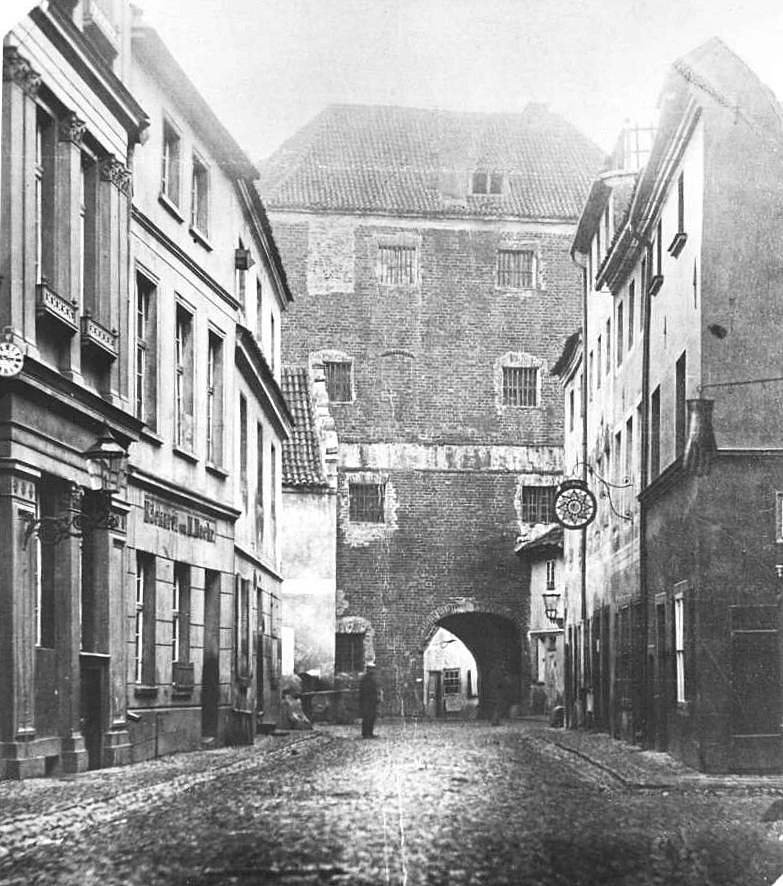
Widok Bramy Paulińskiej od zachodu, od strony staromiejskiej ulicy Szewskiej (1878 roku)
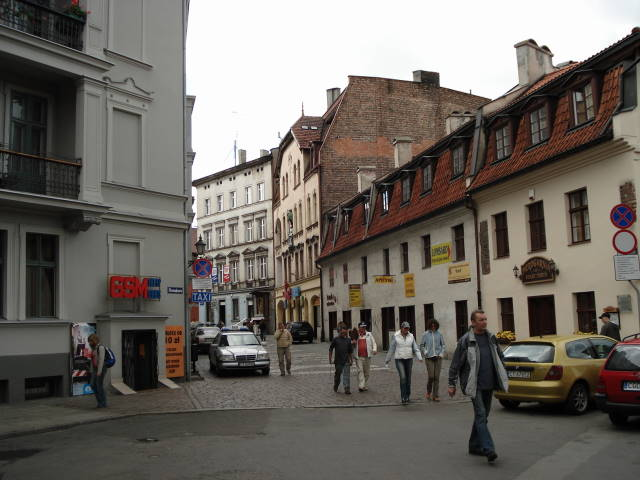
Widok współczesny, Most Pauliński i miejsce, w którym stała brama, od strony Nowego Miasta